# 第七代巴斯侯爵亞歷山大·錫恩
第七代巴斯侯爵亞歷山大·錫恩（英語：Alexander Thynn, 7th Marquess of Bath；1932年5月6日—2020年4月4日），英國政治家、商人、作者。其姓氏原寫作「Thynne」（/θin/），至1976年時去掉字母「e」，改為「Thynn」。
亞歷山大·錫恩出生於倫敦，是第六代巴斯侯爵亨利·錫恩之子。他於1946年至1992年期間使用「韦茅斯子爵」（Viscount Weymouth）頭銜。1992年6月30日繼承巴斯侯爵之位，並成為自由民主黨在英國上議院的議員。他以15億7000萬英鎊的身價，於2009年星期日泰晤士報富豪榜位列第359位。
2020年3月28日，他因感染2019冠狀病毒病入住皇家聯合醫院。4月4日因該病去世。